# Sarah Finnegan
Sarah Finnegan (St. Louis, 14 de Novembro de 1996) é uma ginasta norte americana. Foi a ginasta reserva da seleção dos EUA nos Jogos Olímpicos de 2012.

## Biografia
Finnegan nasceu em 14 de Novembro de 1996, filha de Don e Linabelle Finnegan.  Ela tem 3 irmãs, Hannah, Jennah e Aleah, todas as 3 também são ginastas. Finnegan é ensinada em casa para poder ter mais tempo para treinar para a elite da ginástica.
Em 2008, ela e a família se mudou de St. Loius para Kansas City em Missouri para que a ginasta pudesse treinar no clube GAGE. Ela conta, "Quando eu estava no meu antigo clube, eu fui para o campeonato regional em 2008 e eu vi as meninas do GAGE lá e eu fiquei tipo, 'Uau, elas são realmente muito boas - eu quero ser como elas', então eu falei para os meus pais e estamos aqui desde então." Quando questionada sobre o quanto sua ginástica tem mudado ela diz, "[Minha ginástica] melhorou muito, estou muito mais forte e meus movimentos melhoraram muito. Eles focam muito na técnica e esses pequenos detalhes tem me ajudado muito. Eu gosto muito de tentar coisas novas, especialmente novas acrobacias no solo e na trave. Só ir la e fazer, e ver o que acontece."

## Carreira como Júnior

### 2010
Em agosto, Sarah competiu no Campeonato Nacional Americano em Hartford, Connecticut. Ela foi a 6ª colocada no Individual Geral com uma somatória de 111.350.  Nas finais por aparelho, ela ficou com a 4ª colocação na trave, somando 28.400 e em primeiro do solo, com 29,200.
Em setembro, Finnegan competiu no Jogos Pan-Americanos em Guadalajara, México.  Ela contribui para a primeira colocação Norte-Americana com 14.40 na trave  e ficou em 3º lugar na final de Trave com 14.150.

### 2011
Em julho, Finnegan competiu no CoverGirl Classic, em Chicago, Illinois. Ela terminou em 4º lugar no Individual Geral com 56.650.  Nas finais por aparelho, Sarah ficou em terceiro nas Barras com 14.200, 7º na Trave com 14.200 e em primeiro no Solo com 14.500.
Em agosto, Sarah competiu no Nacional Americano em Saint Paul, Minnesota.  El ficou com o bronze no Individual Geral com uma somatória de 115.300.  Nas finais por aparelho, Finnegan ficou em 5º nas Barras com 27.800, 3º na Trave com 29.050 e terceiro no Solo com 29.100.

## Carreira como Sênior

### 2012
Em março, Finnegan competiu no City of Jesolo Trophy em Jesolo, Itália. Ela ficou em terceiro lugar no Individual Geral, somando 58.650.  Finnegan contou, "Foi muito lega competir na Itália. É a minha segunda vez aqui, mas da primeira vez eu acabei não competindo porque machuquei minhas costas. Competir dessa foi muito legal porque eu pude ver como as coisas funcionam aqui e ver como eu sou competindo. Eu aprendi muito."
Em maio, Finnegan competiu no Secret U.S. Classic em Chicago, Illinois.  Ela ficou em terceiro lugar Trave 14.900 e segundo no Solo com 15.200.
Em junho, Finnegan competiu no Nacional Americano em St. Louis, Missouri.  Ela ficou com a sexta colocação no Individual Geral com somatória de 117.600. Nas finais por aparelhos ela terminou em 2º na Trave com 30.400 e em 4º no Solo com 29.950. Ela contou,"Não foi minha melhor competição, mas eu tenho que aprender com isso e treinar bastante e fazer melhor no Trials." Marta Karolyi diz que Sarah é uma "ginasta de classe mundial, ela tem a aparência internacional. Ela ainda precisa adquirir um pouquinho mais de resistência. Ontem, ou anteontem a série de trave foi sólida e linda. Hoje foi um pouco balançada. Ela precisa aprender a apresentar consistentemente aquilo que ela pode fazer."
No início de julho, Finnegan competiu no Olympic Trials em San Jose, California. Onde terminou em 6º no Individual Geral com somatória de 118.500. Nos aparelhos, ela ficou em 6º nas barras com 29.150, 5º na trave com 29.900 e em sexto no solo com 29.950. Com isso, ela foi nomeada uma das três ginastas reservas da equipe conhecida como as Fierce Five, para os Jogos Olímpicos de 2012.